# Nicolai Johannsen
Nicolai Johannsen (17. december 1885 i Østre Aker, Norge – 13. september 1935) var en norsk skuespiller.
Han scenedebuterede i 1907 på Fahlstrøms Theater i Norge og var derefter engageret på en række andre norske teatre. Han filmdebuterede hos Nordisk Film i 1913 og blev hurtigt en af selskabets fremmeste stjerner. De næste to år medvirkede han i omkring 24 stumfilm – oftest i hovedrollen. Han medvirkede desuden i en enkelt film for Alhambra Film samt godt 13 svenske stumfilm. Senere medvirkede han også i to norske stumfilm.

## Filmografi
| danske: - Under Blinkfyrets Straaler (som Robert, godsejerens søn; instruktør Robert Dinesen, 1913) - Prinsesse Elena (som Henry de Bersin; instruktør Holger-Madsen, 1913) - Bytte Roller (som Sir Thomas Grey, millionær; instruktør August Blom, 1914) - De røvede Kanontegninger (som Kaptajn Dubois; instruktør A.W. Sandberg, 1914) - Moderen (som Henrik Storm, dr. phil., ingeniør; instruktør Robert Dinesen, 1914) - Et Kærlighedsoffer (som Jean Fort, skuespiller; instruktør Robert Dinesen, 1914) - Et vanskeligt Valg (instruktør Holger-Madsen, 1914) - Inderpigen (som Freedy Harrington, engelsk officer; instruktør Robert Dinesen, 1914) - Eventyrersken (som Niels, Holcks søn; instruktør August Blom, 1914) - Fædrenes Synd (som Victor, Müllers søn; instruktør August Blom, 1914) - Hammerslaget (som John Bennett; instruktør Robert Dinesen, 1914) - Uden Fædreland (som Emanuelo III, fyrste over Berengaria; instruktør Holger-Madsen, 1914) - Revolutionsbryllup (som Erneste des Tressailles; instruktør August Blom, 1915) - Trold kan tæmmes (som Richard Strom, bankdirektør; instruktør Holger-Madsen, 1915) - Et Haremsæventyr (som Gaston d'Henricourt, kavaleriløjtnant; instruktør Holger-Madsen, 1915) - En Død i Skønhed (som Richard, Bennos søn af første ægteskab; instruktør Robert Dinesen, 1915) - Naar Hævngløden slukkes (som Paul Heine, kunstmaler; instruktør Robert Dinesen, 1915) - Kampen om Barnet (som Dr. Nelson; instruktør Hjalmar Davidsen, 1915) - Drankersken (som Dr. med. Hermann; instruktør Hjalmar Davidsen, 1915) - Den lille Chauffør (som Cecil Hagan; instruktør August Blom, 1915) | - Kvinden, han mødte (som Baron Max, Cecilies forlovede; instruktør Hjalmar Davidsen, 1915) - Midnatssolen (som Fritz Wahlbeck, grubearbejder; instruktør Robert Dinesen, 1916) - Prinsessens Hjerte (som Løjtnant Boris; instruktør Hjalmar Davidsen, 1916) - Slægternes Kamp (som Ejvin Nordeck; instruktør Ernst Dittmer, 1918) svenske: - Minlotsen (som Hennes fästman, minlots; instruktør Mauritz Stiller; 1915) - Madame de Thèbes (som Robert, greve, hennes son; instruktør Mauritz Stiller; 1915) - Kampen om en Rembrandt (som Greve Vinding till Vindingsborg; instruktør Edmond Hansen; 1915) - Enslingens hustru (som Uno Schmidt, löjtnant; instruktør Fritz Magnussen; 1916) - Hennes kungliga höghet (som Prins Albert av Valencia; instruktør Fritz Magnussen; 1916) - I elfte timmen (som Valentin Sporre, förvaltare; instruktør Fritz Magnussen; 1916) - Millers dokument (som Allan, student, fosterson; instruktør Konrad Tallroth; 1916) - Guldspindeln (som Georges Cadoudal, målare; instruktør Fritz Magnussen; 1916) - Kärlekens irrfärder (som Weiden, kapten; instruktør Edmond Hansen; 1916) - Politik och brott (som William Thompson, redaktör; instruktør Fritz Magnussen.; 1916) - Brandsoldaten (som Wester; instruktør Arvid Englind; 1916) - Värdshusets hemlighet (som Mac Maillon, Felix brorson; instruktør Fritz Magnussen, 1917) - Chanson triste (som William Dennison; instruktør Konrad Tallroth; 1917) norske: - Baldevins bryllup (som Braa, skipper; instruktør George Schnéevoigt; 1926) - Cafe X (som Slakteren, smugglerkaptein; instruktør Walter Fyrst; 1928) |